# Centro Deportivo Don Bosco
El Club Deportivo Don Bosco o simplemente Don Bosco es una institución deportiva, en donde su deporte primordial es el baloncesto. Se ubica en la ciudad de Resistencia, provincia del Chaco, fundada el 14 de mayo de 1946. Es uno de los clubes más destacados de la ciudad de Resistencia. que actualmente disputa el Campeonato Provincial Pre Federal de Básquet.

## Historia
La histórica entidad salesiana fue creada el 14 de mayo de 1946 en el Colegio Don Bosco donde se forjó una rica historia con el surgimiento de generaciones de deportistas que brillaron en el básquetbol principalmente. 
Don Bosco fue creado en el año 1946 en el colegio homónimo con la impronta del padre Valderrama, que observó en los alumnos un gran potencial para la formación de jugadores. Fue así que se integraron equipos memorables que dejaron su sello a través de los años brillando en toda su dimensión valores de la talla de Mito Outeiriño, figura rutilante que tuvo proyección y reconocimiento a nivel nacional por su superlativo nivel de juego y capacidad de goleo, Huesito López, Wilfredo López, Pocholo Aguilar, Rolando Velozo, José Cabrera, Miguel Niveiro, Jorge Baldo, Chiquito Yacuzzi y Valussi, entre otros.
El padre Rolando fue clave en la gestación de la creación de la institución y dejó un recuerdo imborrable en su accionar porque sirvió para dar el puntapié inicial. Después del Colegio Don Bosco, ubicado actualmente en Italia y Ayacucho, el club tuvo vida propia en el predio de Paraguay y French, donde hoy está enclavada la Escuela Industrial, y después de varios años jugó el equipo su último partido frente a Villa en 1963 en lo que fue la despedida. Posteriormente la sede social se trasladó a avenidas Italia y Laprida donde hoy funciona con sus cómodas instalaciones que se fueron edificando mediante esfuerzo y trabajo constante de las diversas generaciones de directivos.
El estadio de básquetbol cubierto con las tribunas de cemento fue uno de los grandes logros, los vestuarios construidos en la parte inferior de las gradas, más los espacios aprovechados al máximo permitieron hacer posible la cancha auxiliar, más la sede social y la zona utilizada para la cantina. Hoy es uno de los clubes importantes de la capital que ha conseguido un crecimiento sostenido incorporando otras disciplinas que pasaron a identificar al club. Esta etapa de modernización fue inaugurada en el primer trimestre de 1987 durante la gestión de Carlos Alberto Bellini. En los últimos años se instaló el piso flotante para dejar una de las canchas modernas que tiene el medio.
La primera comisión directiva estuvo integrada por el reverendo padre Horacio Iovine como presidente honorario; Antonio Scoccimaro presidente provisorio; Evaristo Piola, secretario; doctor Gaspar Binaghi; Raimundo Pereno, Vicente Ferreyra y Alberto Guerra (vocales). A partir de este hecho los directores del Colegio Don Bosco pasaban a presidir cada comisión directiva formada. También fueron relevantes con su accionar otros directivos que hicieron historia como Bruno Baldo, Luis Ise, Lorenzo Valussi, Alcides Menegz, Juan Lorenzini, Roberto Castrillo, Alberto Mc Donald y otros. 

## Instalaciones
El club se encuentra ubicado en Av. Laprida 475 donde se encuentra la cancha de básquet y el gimnasio. Actualmente el club se encuentra en obras de renovación y mejora de la institución.

## Plantel y cuerpo técnico
Jugadores que integran el equipo mayor de Don Bosco.
- M: jugador menor.
- U21: jugador menor a 21 años.
- U23: jugador menor a 23 años.